# Промотор (хімія)
Промо́тор — речовина, що не є каталізатором, або має слабкі каталітичні властивості, але, яка будучи доданою у відносно невеликій кількості до каталізатора, значно покращує його активність, селективність або збільшує час дії.
Наприклад, невеликі кількості оксиду калію та оксиду алюмінію використовуються як промотори, що поліпшують дію залізного каталізатора при синтезі аміаку в процесі Габера.